# 阿諾德灣
77°25′S 163°46′E / 77.417°S 163.767°E
阿諾德灣（英語：Arnold Cove），是南極洲的海灣，位於維多利亞地的斯科特海岸，處於奈斯角和馬布爾角之間的麥克默多灣西側，由美國研究隊命名，現時由南極條約體系管理。